# Aeroportul Rodez-Aveyron
Aeroportul Rodez-Aveyron (IATA: RDZ, ICAO: LFCR) este un aeroport din Salles-la-Source, Cantonul Marcillac-Vallon, Arondismentul Rodez, Aveyron, Occitania, Franța metropolitană, Franța ce deservește zona Rodez. Aeroportul a fost tranzitat în 2022 de 69.937 de pasageri. A fost deschis în 1971 și numit după zona deservită.
Situat la o altitudine de 582 m, aeroportul dispune de 1 pistă.

## Infrastructură

### Piste
Aeroportul dispune de o singură pistă. Pista are orientarea 13/31. 